# Régime de concession
Dans un régime de concession, un État confie la mise en valeur et l'administration d'un territoire sous sa souveraineté à des sociétés privées. En échange de leurs investissements, censés servir les intérêts locaux de la puissance délégataire ainsi que ceux des populations locales, elles tirent profit de l'exploitation des ressources du territoire et, dans le cas des empires des puissances occidentales, des populations.
Il a été en particulier appliqué au Congo belge qui fut, avant de devenir une colonie de l'État belge, la propriété privée du roi Léopold II ; le territoire avait été conquis par le journaliste et aventurier américain Henry Morton Stanley pour le compte du roi. En 1897, le ministre des colonies Français, André Lebon, y soumettait aussi la partie française du Congo ainsi que les autres territoires récemment conquis par la France, Gabon et Oubangui-Chari, partageant 650 000 km2 entre une quarantaine de sociétés concessionnaires.